# Serapionsbrüder (Berlin)

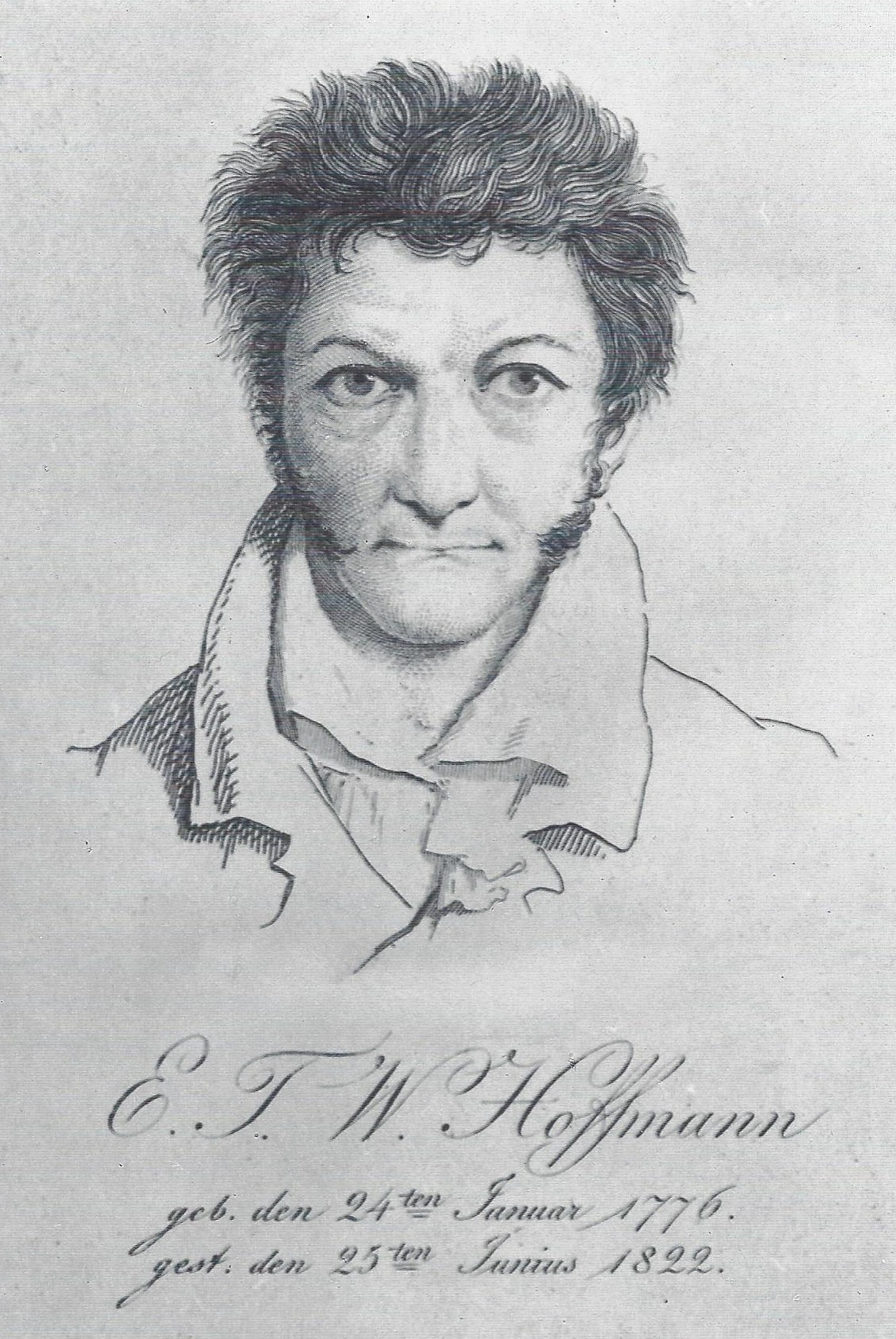
E.T.A. Hoffmann, Selbstporträt

Serapionsbrüder hieß der Berliner Freundeskreis des Schriftstellers E. T. A. Hoffmann (1776–1822) in der Epoche der Romantik.
Nach Hoffmanns Rückkehr von Dresden nach Berlin im Jahr 1814 traf sich ein Kreis von Literaten regelmäßig in seiner Wohnung, um über die Künste zu diskutieren. Zu diesem jahrelang Die Seraphinenbrüder nach dem heiligen Seraphinus von Montegranaro genannten Zirkel gehörten außer Hoffmann selbst Adelbert von Chamisso, David Ferdinand Koreff, Theodor Gottlieb von Hippel, Julius Eduard Hitzig, Karl Wilhelm Salice-Contessa sowie Friedrich de la Motte Fouqué.
Chamissos Aufbruch im Jahr 1815 zur Weltumsegelung mit der Rurik-Expedition setzte den wöchentlichen Treffen zunächst ein Ende. Am Namenstag des heiligen Serapion am 14. November 1818 traf sich der Zirkel jedoch erneut, und man einigte sich auf den Namen Serapionsbrüder. Mit dem in den Jahren 1819 bis 1821 erschienenen Zyklus von Erzählungen und Märchen Die Serapionsbrüder, der gleichzeitig eine Bilanz seines literarischen Schaffens darstellte, setzte Hoffmann seinen Serapionsbrüdern ein Denkmal.